# Joseph F. Burt
Joseph Floyd Burt (ur. 12 grudnia 1896 w Fairfield – zm. 1973) – urzędnik konsularny i dyplomata amerykański.

## Życiorys
Syn Herberta Franklina i Adenii. Uczęszczał do szkoły średniej (1911-1913), oraz do Business College (1913-1914). Pracował jako stenograf (1914–1917), w Departamencie Wojny (1917), pracownik cywilny w Camp Sheridan, Alabama, i Fort Sheridan, Illinois (1917-1918). W czasie I wojny światowej służył w armii amerykańskiej (1918-1920). Pełnił funkcję pracownika Misji Amerykańskiej w Wiedniu (1920-1921), pracownika i wicekonsula USA w Wiedniu (1921-1924), funkcjonariusza Służby Zagranicznej w Berlinie (1924), Koblencji (1925), Berlinie (1925), Kolonii (1926), Berlinie (1926-1927), Rio de Janeiro (1927), Manaus (1927), Recife (1927-1928), Salvadorze (1928), wicekonsula/konsula w Rio de Janeiro (1928-1929), Buenos Aires (1929-1930), Montrealu (1930-1931), Curaçao (1931-1933), prac. Departamentu Stanu (1933-1935), konsula w Montrealu (1935), sekr./II sekr. w Ottawie (1935-1937), konsula w Veracruz (1937-1939), II sekr. w Meksyku (1939–1940), konsula w Regina (1940), Valparaíso (1940–1944), kons./kons. gen. w Guayaquil (1944-1945), kons. gen. w Gdańsku (1945-1947), z/s w Sopocie (1946), prac. Departamentu Stanu (1947-1948), kons. gen. w Bilbao (1948-1950), konsula w Niagara Falls (1953).